# Orochinho
Pedro Henrique Magalhães Frade, mais conhecido sob o apelido Orochinho, é um streamer e youtuber brasileiro, conhecido por seu conteúdo react. É considerado um grande nome da Twitch no Brasil.

## Carreira
Inicialmente, Orochinho ficou conhecido por produzir conteúdos sobre animes com uma abordagem humorística, além de vídeos reagindo a jogos e animes. Em junho de 2019, participou de um vídeo com Luba. Em abril de 2020, entrou numa polêmica ao afirmar que os integrantes do grupo BTS sofriam de bulimia. Devido a repetidas denúncias, sua conta no Twitter foi suspensa. Em 5 de agosto, foi banido da Twitch por mostrar acidentalmente uma imagem contendo nudez recebida por outro usuário.
Em 2023 o youtuber começou um canal com seu melhor amigo Doazin chamado Manikomio, onde fazem testes de bebidas, comidas e outros jogos. O youtuber também ficou conhecido por recusar uma proposta de 900 mil reais para divulgar o jogo de azar Blaze. Após um escândalo envolvendo o site, jornais cobriram o fato.
Orochinho é uma das influências do youtuber Baptista Miranda, o maior influenciador de Angola, e foi um dos responsáveis por sua popularidade.